# Баранець африканський
Баранець африканський (Gallinago nigripennis) — вид сивкоподібних птахів родини баранцевих (Scolopacidae).

## Поширення
Мешкає цей птах в Африці від Судану та Ефіопії до Південної Африки. у вологих гірських верещиках і болотах на висоті 1700–4000 м (5600–13100 футів).

## Підвиди
Існує три підвиди африканського бекаса:
- G. n. aequatorialis, (Rüppell, 1845) — від Ефіопії до сходу ДР Конго, східного Зімбабве та північного Мозамбіку.
- G. n. angolensis, (Barbosa du Bocage, 1868) — Ангола, північна Намібія, Замбія та Зімбабве.
- G. n. nigripennis, (Bonaparte, 1839) — південний Мозамбік і ПАР.

## Опис
Цей кулик довжиною 30–32 см, має кремезне тіло й відносно короткі для баранця ноги. Його верхня частина, голова та шия вкриті смугами та візерунками з яскравими темно-коричневими смугами та золотистими краями пір’я, що утворюють лінії вниз по спині. Черево біле, з деякими коричневими перегородками на боках, які відсутні на животі. Рожево-коричневий дзьоб дуже довгий, прямий і досить міцний. Ноги і ступні від жовтувато-оливкового до зеленувато-сірого кольорів.